# Versmalde schubworm
De versmalde schubworm (Harmothoe extenuata) is een borstelworm uit de familie Polynoidae. Het lichaam van de worm bestaat uit een kop, een cilindrisch, gesegmenteerd lichaam en een staartstukje. De kop bestaat uit een prostomium (gedeelte voor de mondopening) en een peristomium (gedeelte rond de mond) en draagt gepaarde aanhangsels (palpen, antennen en cirri).
Harmothoe extenuata werd in 1840 voor het eerst wetenschappelijk beschreven door Grube.

## Verspreiding
De versmalde schubworm komt wijdverspreid voor in het Noordpoolgebied, de Noordelijke Stille Oceaan en de Noord-Atlantische Oceaan tot aan de Middellandse Zee, alsmede in de Adriatische Zee, Zwarte Zee, het Kanaal, waarschijnlijk de hele Noordzee, het Skagerrak, Kattegat en de  Sont.